# Clive Dunn

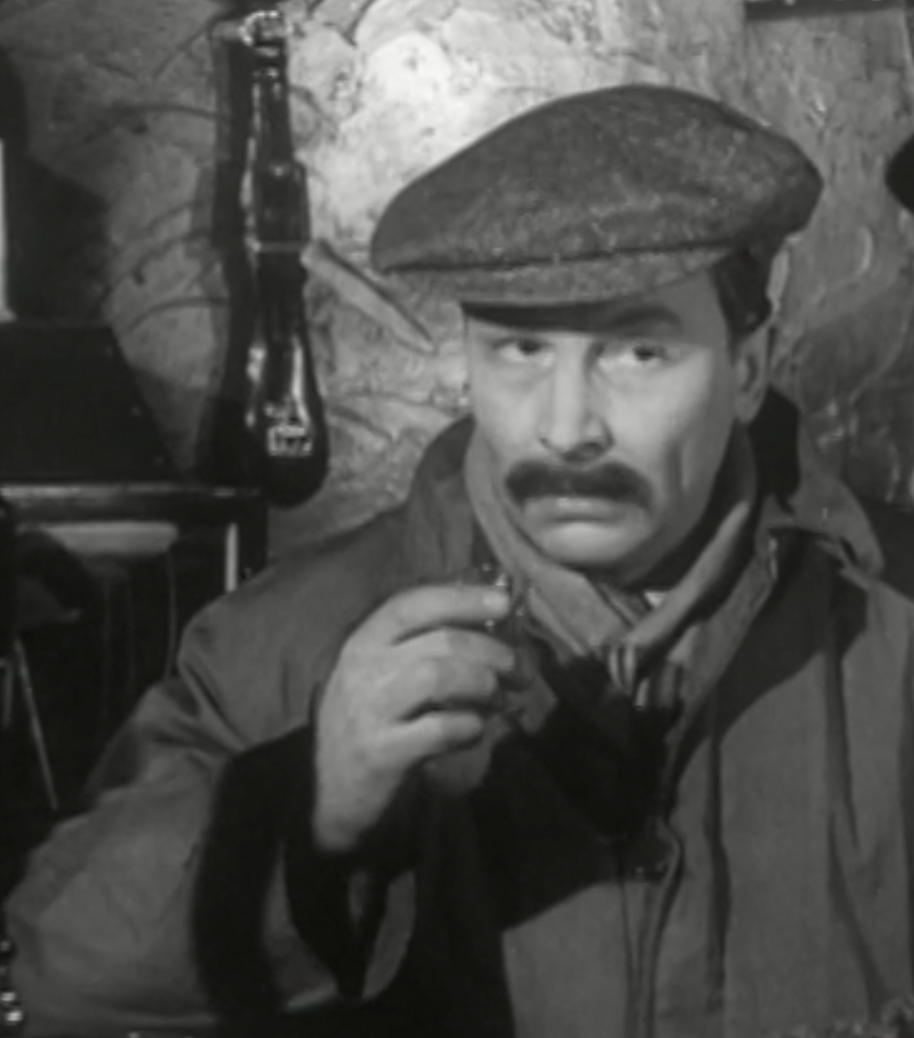
Clive Dunn (1951)

Clive Dunn OBE (* 9. Januar 1920 in London, England; † 6. November 2012 in Faro, Portugal) war ein britischer Schauspieler. Seine bekannteste Rolle ist die des Lance-Corporal Jones in der BBC-Sitcom Dad’s Army.

## Leben
Dunn war ein Cousin der Schauspielerin Gretchen Franklin. Seine berufliche Karriere begann er in den 1930ern in kleineren Filmrollen. Im Zweiten Weltkrieg wurde er in die Armee einberufen und geriet in vierjährige Kriegsgefangenschaft.
Clive Dunn schaffte seinen Durchbruch erst zu Beginn der 1960er Jahre mit Fernsehkomödien. Er spielte an der Seite von Tony Hancock, Michael Bentine, Dora Bryan und Dick Emery.
Schließlich wurde Dunn 1968 für die Rolle des Jones in Dad’s Army verpflichtet, einer Komödie, die die Geschehnisse in der fiktionalen Kleinstadt Walmington-on-Sea an der britischen Südküste während des Zweiten Weltkriegs erzählte. Dunns Rolle war die eines älteren Metzgers, der bereits unter Kitchener im Sudan gedient hatte (obgleich er selbst zum Serienbeginn erst 48 Jahre alt war). Die Erfahrungen, die er damals sammeln konnte, machten ihn zum erfahrensten Mitglied der Home Guard des Ortes, aber auch zum wirrköpfigsten. Nach neun erfolgreichen Jahren lief die Serie 1977 aus.
Zwei Jahre später tauchte Dunn in der Fernsehserie Grandad in einer ähnlichen Rolle auf. In dieser Serie hatte Dunn bereits 1971 begleitet von einem Kinderchor die Spitze der britischen Singlecharts erreicht.
Während der 1980er zog sich Dunn nahezu vollständig vom Bildschirm zurück. Die letzten drei Jahrzehnte seines Lebens verbrachte er in Portugal, wo er sich als Landschaftsmaler betätigte.

## Filmografie (Auswahl)
- 1935: Boys Will Be Boys
- 1938: Der Lausbub aus Amerika (A Yank at Oxford)
- 1939: Auf Wiedersehen, Mr. Chips (Goodbye, Mr. Chips)
- 1949: Gezählte Stunden (The Hasty Heart)
- 1949: Boys in Brown
- 1952: Whirligig (Fernsehserie, 6 Folgen)
- 1954: Happy Holidays (Fernsehserie, 6 Folgen)
- 1956–1957: The Tony Hancock Show (Fernsehserie, 12 Folgen)
- 1956–1959: The Children’s Television Caravan (Fernsehserie, 29 Folgen)
- 1957: Studio E (Fernsehserie, 15 Folgen)
- 1958–1959: After Hours (Fernsehserie, 19 Folgen)
- 1959: Rhapsodie in Blei (The Treasure of San Teresa)
- 1960–1963: Bootsie and Snudge (Fernsehserie, 86 Folgen)
- 1960–1964: Eine verdrehte Welt (It’s a Square World, Fernsehserie, 24 Folgen)
- 1962: O Darling – was für ein Verkehr (The Fast Lady)
- 1963: Auch die Kleinen wollen nach oben (The Mouse on the Moon)
- 1967: Orlando (Fernsehserie, 5 Folgen)
- 1967: Mit Schirm, Charme und Melone (The Avengers, Fernsehserie, Folge 5x14)
- 1968: Trau keinem über 30 (30 Is a Dangerous Age, Cynthia)
- 1968: Hausfreunde sind auch Menschen (The Bliss of Mrs. Blossom)
- 1968–1977: Dad’s Army (Fernsehserie, 80 Folgen)
- 1969: Magic Christian (The Magic Christian)
- 1970: Mädchen in den Wolken (From a Bird’s Eye View, Fernsehserie, Folge 1x11)
- 1974–1975: My Old Man (Fernsehserie, 13 Folgen)
- 1979–1984: Grandad (Fernsehserie, 23 Folgen)
- 1980: Das boshafte Spiel des Dr. Fu Man Chu (The Fiendish Plot of Dr. Fu Manchu)
- 1984: Aladdin and the Forty Thieves (Fernsehfilm)
- 1993: Noel's House Party (Fernsehserie, Folge 3x06)

## Diskografie

### Alben
- 1970: Grandad Requests „Permission to Sing Sir“

### Singles
- 1962: Such a Beauty
- 1970: Grandad
- 1971: My Lady (Nana)
- 1972: Wonderful Lily
- 1972: Let’s Take a Walk (mit Polly und Jessica Dunn)
- 1973: Our Song
- 1974: My Old Man
- 1975: Grandad
- 1976: Holding On
- 1978: Thinking of You This Christmas
- 1982: There’s Not Much Change (mit John Le Mesurier)